# Občina Dobrova-Polhov Gradec

Občina Dobrova-Polhov Gradec

Občina Dobrova-Polhov Gradec je jednou z 212 občin ve Slovinsku. Rozkládá se ve Středoslovinském regionu. Je jednou z 25 občin regionu. Rozloha občiny je 117,5 km² a v lednu 2014 zde žilo 7485 lidí. V občině je celkem 33 vesnic. Správním centrem jsou vesnice Dobrova a Polhov Gradec.

## Poloha, popis
Občina se rozkládá zhruba 10 km na západ od centra Lublaně. Leží v Polhovgradském pohoří. Občinou protéká od západu na východ říčka Gradaščica, do níž se u východního okraje území vlévá zprava říčka Horjulščica. Nadmořská výška občiny je zhruba od 300 m na východě až po téměř 1020 m na severozápadě.
Sousedními občinami jsou: Škofja Loka a Medvode na severu, Lublaň na východě, Brezovica, Log-Dragomer, Horjul a Vrhnika na jihu, Gorenja vas-Poljane na západě.

## Vesnice v občině
Babna Gora, Belica, Brezje pri Dobrovi, Briše pri Polhovem Gradcu, Butajnova, Črni Vrh, Dobrova, Dolenja vas pri Polhovem Gradcu, Draževnik, Dvor pri Polhovem Gradcu, Gabrje, Hrastenice, Hruševo, Komanija, Log pri Polhovem Gradcu, Osredek pri Dobrovi, Planina nad Horjulom, Podreber, Podsmreka, Polhov Gradec, Praproče, Pristava pri Polhovem Gradcu, Razori, Rovt, Selo nad Polhovim Gradcem, Setnica, Setnik, Smolnik, Srednja vas pri Polhovem Gradcu, Srednji Vrh, Šentjošt nad Horjulom, Stranska vas, Šujica.